# Alain Tien-Liong
Alain Tien-Liong, né le 21 mai 1963 à Cayenne en Guyane, est un enseignant et un homme politique français.

## Biographie

### Mandats
- Conseiller général du canton de Cayenne-sud-ouest de 1998 à 2015.
- Vice-président du Conseil général de 1998 à 2004
- Président du Conseil général de la Guyane de 2008 à 2015.

### Tendance
Il est sympathisant du MDES (Mouvement de décolonisation et d'émancipation sociale), parti indépendantiste guyanais.
Président du Conseil général de la Guyane, il est principalement connu pour son souhait de mettre fin à la rétribution des prêtres catholiques par la Guyane. Le 30 avril 2014, il supprime par 26 arrêtés la rétribution de 26 prêtres sur 38. Le 29 décembre suivant, le tribunal administratif de Cayenne lui ordonne de « rétablir sans délai » le versement de cette rétribution et considère que « la rétribution des membres du clergé catholique continue à relever des dépenses obligatoires de la Guyane » et que le président du conseil général n'a pas « compétence » pour les « supprimer unilatéralement ». Le 1er janvier 2015, Tien-Liong émet un arrêté ordonnant la retraite d'office de Mgr Emmanuel Lafont, évêque de Cayenne. Même si l'arrêté n'est pas réglementaire, Mgr Lafont continue d'exercer ses fonctions sans recevoir sa rémunération de la part du conseil général.
Éric Spitz, préfet de Guyane, considère quant à lui cet arrêté comme illégal.